# Acanthocarpus
Acanthocarpus é um género botânico pertencente à família Laxmanniaceae.
A autoridade científica do género é Lehm., tenso sido publicada em Plantae Preissianae 2: 274. 1848.

## Espécies
De acordo com a base de dados The Plant List, o género tem 7 espécies aceites das quais todas são aceites:
- Acanthocarpus canaliculatus A.S.George
- Acanthocarpus humilis A.S.George
- Acanthocarpus parviflorus A.S.George
- Acanthocarpus preissii Lehm.
- Acanthocarpus robustus A.S.George
- Acanthocarpus rupestris A.S.George
- Acanthocarpus verticillatus A.S.George